# ビル・メドレー

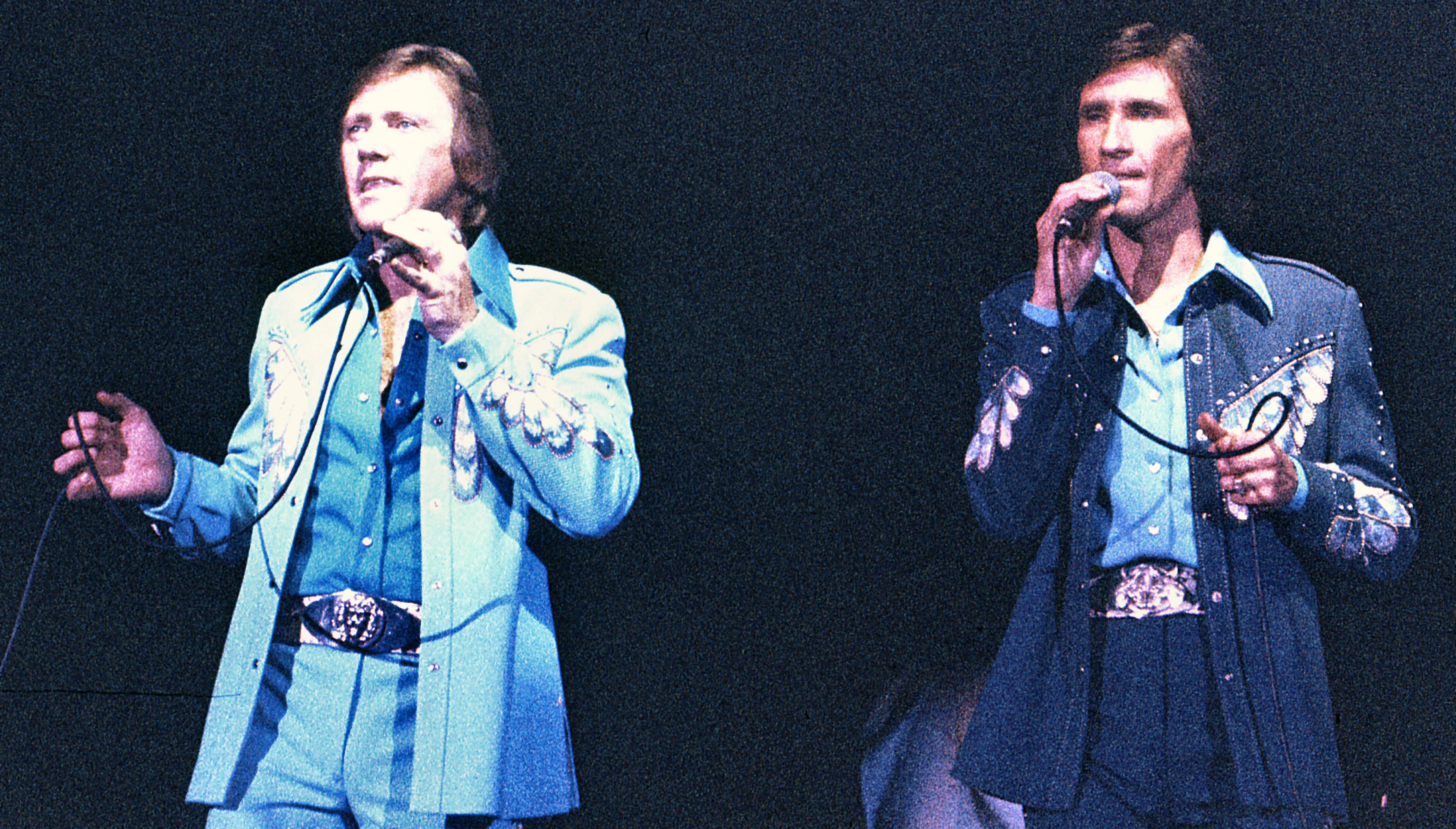
パフォーマンスするライチャス・ブラザーズ（右がメドレー）

ビル・メドレー（Bill Medley、1940年9月19日 - ）は、アメリカ合衆国カリフォルニア州ロサンゼルス生まれ、サンタアナ育ちの歌手。ライチャス・ブラザーズのボーカルとして広く知られている。
映画『ダーティ・ダンシング』の主題歌「タイム・オヴ・マイ・ライフ (en)」（ジェニファー・ウォーンズとデュエット）で、ゴールデングローブ賞、グラミー賞、アカデミー歌曲賞、グラミー賞を受賞。

## ディスコグラフィ

### アルバム
- Bill Medley 100% (1968年、MGM)
- Soft and Soulful (1969年、MGM)
- Gone (1970年、A&M)
- Someone Is Standing Outside (1970年、A&M)
- A Song for You (1971年、A&M)
- 『スマイル』 - Smile (1973年、A&M)
- Lay a Little Lovin' on Me (1978年、United Artists)
- Sweet Thunder (1981年、Liberty)
- Right Here and Now (1968年、Planet)
- I Still Do (1984年、RCA)
- Still Hung Up on You (1985年、RCA)
- 『タイム・オヴ・マイ・ライフ』 - The Best of Bill Medley (1988年、MCA/Curb) ※コンピレーション
- 『ブルー・アイド・シンガー』 - Blue Eyed Singer (1991年、Curb)
- Going Home (1993年、Essential)
- Damn Near Righteous (2007年、Westlake)